# Moor bei Osterwede
Das Moor bei Osterwede ist ein Naturschutzgebiet in der niedersächsischen Stadt Schneverdingen im Landkreis Heidekreis.

## Allgemeines
Das Naturschutzgebiet mit dem Kennzeichen NSG LÜ 080 ist rund 51 Hektar groß. Das Gebiet steht seit dem 16. Juli 1981 unter Naturschutz. Zuständige untere Naturschutzbehörde ist der Landkreis Heidekreis.

## Beschreibung
Das Naturschutzgebiet liegt zwischen Schneverdingen und Fintel und stellt ein Moorgebiet unter Schutz, das sich in einer flachen Rinne am Rande eines Geestrückens südlich der Ruschwede gebildet hat. Das Moor ist von Erlen- und Birkenbruchwald bestanden. Am Rande des Naturschutzgebiets befinden sich einzelne Grünlandflächen.
Das Gebiet wird vom Osterweder Bach durchflossen, der in der Nähe des Naturschutzgebiets in die Ruschwede, einem Nebenfluss der Fintau, mündet.